# Mario Ravagnan
Mario Ravagnan, född 18 december 1930 i Padua, död 13 december 2006 i Turin, var en italiensk fäktare.
Ravagnan blev olympisk silvermedaljör i sabel vid sommarspelen 1964 i Tokyo.